# Януш Пехочински
Я̀нуш Пехочѝнски (на полски: Janusz Piechociński) е полски политик, вицепремиер и министър на икономиката (2012 – 2015) в правителствата на Доналд Туск и Ева Копач, председател на Полската народна партия (2012 – 2015).
Депутат в Сейма I, II, IV, VI и VII мандат, преподавател в Главното училище за планиране и статистика (1987 – 1999).